# Кызылбаши (Пенджаб)
Пенджабское семейство Кызылбаш (Род Али Риза Хана) — некогда влиятельное семейство кызылбашского происхождения в Пенджабе (Пакистан) и Афганистане, родом из Ширвана (современного Азербайджана). Одним из наиболее значимых представителей рода являлся Али Риза Хан Кызылбаш, известный своей помощью британцам в Первой англо-афганской войне (1839—1842) и в Индии.

## История рода

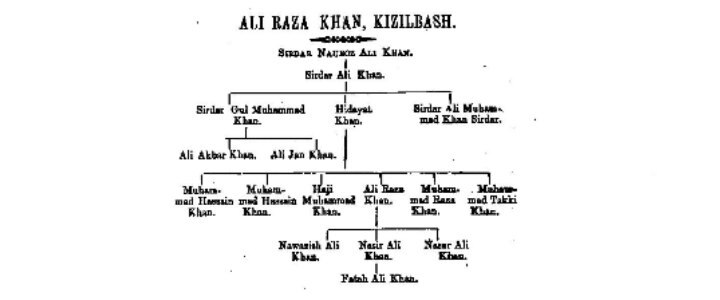
Генеалогия семейства Али Риза Хана (1862 год)

Сардар Али Хан, дед Али Риза Хана, был первым, кто покинул провинцию Ширван, на западном берегу Каспия, где осело и правило многие поколения его семейство, тюрки (Азербайджанцы) из племени Кызылбаш.
Когда Надир Шах, вытеснив гильзаев (другое тюркское племя халадж из Карабаха) овладев Хорасаном, приготовился к походу на Индию в 1738 году, он взял с собой Али Хана и других знатных кызылбашей, которые, как он опасался, могли возбудить беспорядки в его отсутствие.
Али Хан находился в армии течении кампании, и по возвращении из Индии был назначен Надиром губернатором Кандагара. Другие кызылбашские дворяне получили управление в Кабуле и Пешаваре, что было на пользу Персидскому государству, которое, освобожденное от этих беспокойных правителей, наслаждалось спокойствием в течение 8 лет, до убийства Надир Шаха и возвышения Ахмад Шаха Дуррани. Новый принц был корован в 1747 году в Кандагаре, и хотя он основательно не доверял кызылбашской фракции, он был ещё недостаточно силен, чтобы противостоять им, и потому был вынужден дать их предводителям джагиры и военные посты.
Али Хан получил область Хазара к северу от Кандагара, и с сильным войском подчинил земли вокруг своего владения вплоть до окрестностей Герата. Он сопровождал Ахмад Шаха в его последнем индийском походе в 1760 году и принял участие в великой победе при Панипате, которая сломила могущество маратхов. Храбрость и влияние Али Хана в течение этой кампании насторожили Ахмад Шаха, который по возвращении в Афганистан попытался лишить его владений и постов. Али Хан успешно сопротивлялся открытому принуждению, и в конце концов Ахмад Шах был вынужден подкупить некоторых из его приближенных, которые и организовали его убийство в 1770 году. Старшему из сыновей, Гул Мухаммед Хану, было 6 лет на момент смерти отца, когда весь округ погрузился в большой хаос. Вдова Али Хана сумела править в течение нескольких лет, но в конечном итоге округ был раздроблен на несколько независимых и враждующих владений, объединенных только ненавистью к Тимур Шаху, который унаследовал от отца кабульский трон. Когда сыновья Али Хана выросли, они вернули себе силой оружия большую часть своих семейных владений, и Тимур Шах, думая о том, чтобы расположить их к себе, вызвал Гул Мухаммед Хана в Кабул, где принял его с почестями и пожаловал ему титул Сардара.
Гидаят Хан, отец Али Риза Хана, сопровождал Шах Замана в Лахор в 1797 году, где он оставался в течение нескольких месяцев. По возвращении в Кабул он обменялся владениями с Асад Ханом, братом Амир Дост Мухаммед Хана. В 1813 году Али Мухаммед Хан, младший из сыновей Сардара Али Хана, с четырёхтысячным войском сопровождал везиря Фатах Хана с его братом Мухаммед Асим Ханом в их успешном походе на Кашмир и получил здесь высокий военный пост, который он сохранял в течение 8 лет; после, по возвращении в Кабул, он получил в совместное владение с Хидаят Ханом имущество и умер в 1835 году, оставив двух сыновей, Али Акбар Хана и Али Джан Хана. Старший сын вскоре умер, и Али Джан Хан унаследовал отцовскую часть семейного имущества.
Хидаят Хан умер в 1836 году, оставив 6 сыновей, из которых старший — Мухаммед Хасан Хан — служил под началом везиря Фатах Хана в Хират-хане. Когда его начальнику по приказу принца Камрана выкололи глаза, он сопровождал Хандал Хана и Шердиль Хана в Кандагар, где находился в течение нескольких лет, после чего направился вместе со своим дядей в Кашмир. После возвращения в Кабул он проживал рядом со своим братом Али Риза Ханом и оказал хорошие услуги британскому правительству в Афганистанской кампании.
Мухаммед Хусейн Хан, второй брат, был в большом фаворе у Мухаммед Асим Хана, и занимал под его руководством важный пост в Кашмире. После смерти Асим Хана, Мухаммед Хусейн вернулся в Кабул, где поступил на службу к Эмиру Дост Мухаммед Хану. В 1844 он отправился в паломничество к святым местам в Аравии, где оставался несколько лет. Затем жил в Герате.
Третий брат, Хаджи Мухаммед Хан, был министром при Хабибулла Хане, правителе Кабула [в период] между смертью Асим Хана и воцарением Дост Мухаммед Хана. После воцарения этого принца он уехал в Мекку, и по возвращении поселился во владении Али Риза Хана, в котором и проживал в дальнейшем.

### Али Риза Хан Кызылбаш
Али Риза Хан (четвертый сын Гидаят Хана) всегда жил на свое наследственное имущество, называвшееся в Афганистане «zar-kharid» и обязывавшее нести военную службу. Когда британская армия, вместе с Шах Шуджой, в первый раз вошла в Кабул в 1839 году, Али Раза Хан, обладая огромным влиянием в городе, был назначен Главным Агентом при Коммерческом Департаменте. Его поведение на этой должности было безупречным, и он никогда не терпел неудачи с поставками зерна и транспорта. Когда британский военный городок был осажден повстанцами, он остался верен английским интересам и продолжил поставки продовольствия и одежды для войск. Когда британские офицеры и женщины были взяты в плен, он приложил максимальные усилия для облегчения их страданий и их освобождения. Он платил их охраннику Мухамамед Шах Хану Гильзаю 5 сотен рупий ежемесячно, а также подкупил подчинённых ему офицеров, для того, чтобы побудить их обращаться с пленниками хорошо, и разрешить его слугам приносить пленникам одежду, деньги и еду.
Его человечность не закончилась на этом. Он выкупил из плена около ста индустанских сипахиев и прятал их в своем собственном доме до прихода второй британской армии в Кабул.
Когда Мухаммед Акбар Хан послал британских пленников в Хулум через Хазару и Бармиан, Али Риза Хан, обладавший огромным наследственным влиянием в этой стране, подкупил вождей хазарейцев и убедил их не дать перевезти пленников в горы, и послал своего агента Муртаза Шаха с большой суммой денег попытаться расположить к себе начальника конвоя Салах Мухаммед Хана. Благодаря его влиянию и щедрому расходованию его денег, пленники смогли бежать и воссоединиться к идущей на выручку армии генерала Поллока. Когда Акбар Хан приблизился для того, чтобы атаковать этого генерала, Али Риза Хан убедил кызылбашских вождей принять сторону британцев, и по этой причине они покинули Акбар Хана перед битвой. После поражения Акбар-хана, враждебное отношение кызылбашей внушило ему страх возвращения в Кабул, поэтому он бежал через горную страну в Туркистан. Его поведение возбудило сильную ненависть со стороны Мухаммед Акбар Хана и баракзаев, и его жизнь больше не была в безопасности в Кабуле. При отходе британской армии в Индию, Али Риза Хан ушел вместе с ними.
Его владения, стоившие 3 лакха рупий, были конфискованы, его дома сравнены с землёй, а из их материалов Акбар Хан построил себе два дома.
Таковы сухие детали услуг самых бескорыстных, благородных и рыцарских, оказанных Али Риза Ханом. При огромном личном риске, потеряв свои богатства, посты и наследственное имущество, Али Риза хан оставался непоколебимым и в одиночку верным в защите той стороны, который он давал обещания верности.

#### Али Риза Хан в Индии
Но Али Риза Хан и его семейство сослужили хорошую службу британскому правительству в Индии так же, как и в Афганистане. Во время Сатлежской кампании он присоединился к британскому лагерю вместе со своими братьями и 60 всадниками из своего племени, многие из которых разделили с ним изгнание, и сражался в битвах при Мудки, Фирушахре и Собраоне, где 4 из его кавалеристов были убиты. Он сопровождал майора Лоуренса в Кангру и Кашмир в 1846, и во время восстания в 1848—1849 годах снарядил для военной службы отряд из 100 всадников под командованием сына своей сестры, Шир Мухаммед Хана. В июне 1857 года, когда британская нужда была особенно острой, Али Риза Хан добровольно вызвался собрать конный отряд для оказания услуг перед Дели. Так как было желательно, чтобы он находился в Лахоре, он послал их под предводительством своих братьев, Мухаммеда Риза Хана и Мухаммеда Таги Хана. В снаряжении этого отряда, когда британское правительство Индии нуждалось в каждой доступной рупии, он не обратился за какой-либо финансовой поддержкой. За свой собственный счёт, путем продажи дома и имущества в Лахоре, он снарядил этот отряд и послал с ним, помимо своих братьев, своих племянников — Абдулла Хасан Хана, Мухаммед Хасан Хана, Мухаммед Заман Хана, Гулам Хасан Хана и Шир Мухаммед Хана. Сформировав таким образом часть знаменитых «Всадников Ходсона», отряд кызылбашей служил в течение всей кампании. Куда бы этот бравый корпус не посылался, его доблесть была ещё более бросающейся в глаза.
При Хаснигандже Мухаммед Таги Хан был убит, сражаясь храбро, убив перед этим несколько повстанцев. Мухаммед Риза Хан, второй брат Али Риза Хана, был в числе храбрейших в его бесстрашном полку. Он был дважды ранен при — Маллу и Шамсабаде — и под ним было убито два коня; и где бы огонь не был наиболее сильным, там можно было найти доблестного Мухаммед Риза Хана. После завершения кампании он был награждён Орденом Заслуг первого класса, получил титул Сардара Бахадура и пожизненную пенсию в 200 рупий ежемесячно. Он умер в Лакхнау, куда уехал вскоре после этого на отдых. Его сын Риза Али Хан продлжал жить вместе со своим дядей.
Али Риза Хан по данным 1862 года являлся Почетным Судьей в Лахоре и имел огромное влияние в городе, которое он всегда использовал для благих целей. После ухода из Кабула он получает 800 и его брат Мухаммед Риза Хан 200 рупий, ежемесячно. После восстания он получил должность сборщика налогов со 147 селений в Бераихе, в Оуде, стоимостью 15 тысяч рупий ежемесячно. Он также был пожалован титулом Хана Бахадура, и его племянники, упомянутые выше, участники подавления восстания, титулы Сардара Бахадура.
Али Риза Хан имел 3 сыновей, старший из которых, Навазиш Али Хан, был вместе с майором Лоуренсом в Пешаваре, когда сикхи восстали в 1848 году. Он оставался с этим офицером до конца, и его верность стоила ему дома и имущества в Пешаваре. Третий сын, Назар Али Хан, владеет оудским имуществом семейства. Он был назначен здесь Почетным Вспомогательным Комиссаром, и его деятельность вызывает полное удовлетворение британских властей.

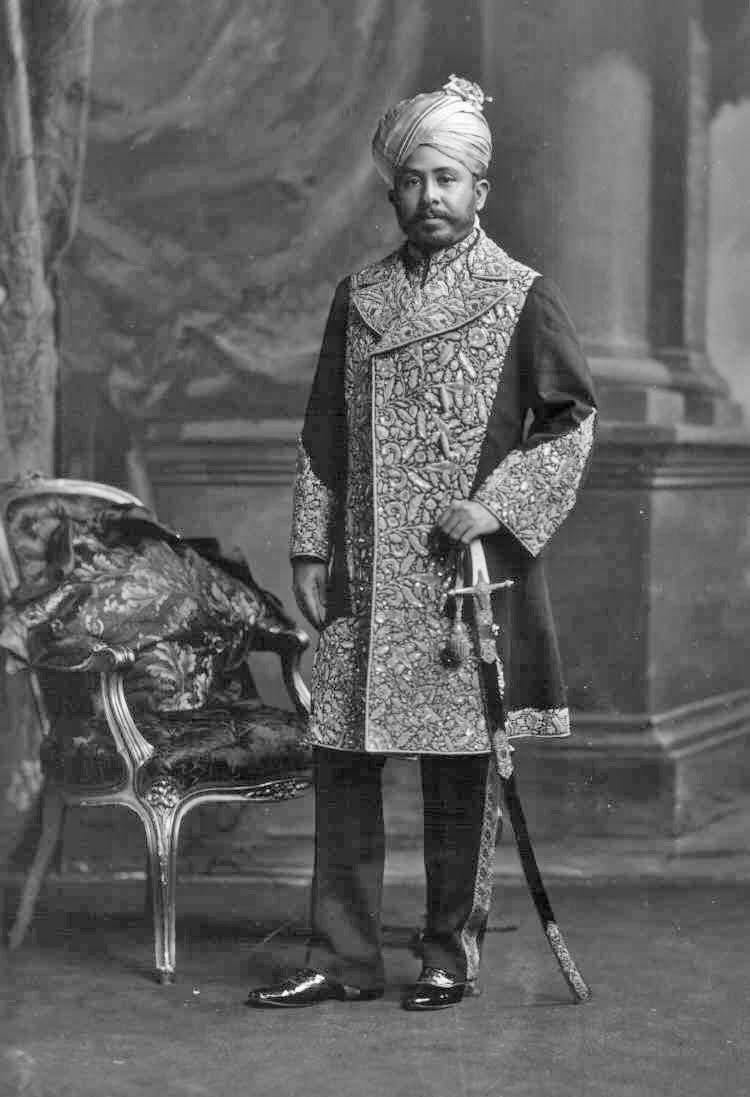
Фатех Али Хан Кызылбаш (1862—1923). Фотография сделана в Лондоне, куда он приехал для участия в коронации Эдуарда VII

Али Риза Хан умер в 1865 году.

### После смерти Али Риза Хана
Семья Пенджабских Кызылбашей сделала самый важный вклад в развитие шиизма в Пенджабе и была одной из главнейших шиитских семей территории нынешнего Пакистана. Семья продолжала беззаветно служить Британской Империи, и даже в смутах 1919 Фатех Али Хан Кызылбаш существенно помог британцам.
Фатех Али Хан (1862—1923) занимался просвещением мусульман, а также благотворительностью. Индусы тогда догадались, какие перспективы работы дает знание английского и хотели этим превзойти мусульман. Фатех Али Хан, предвидев их действия, начал обучать мусульман, построил школу и колледж в Лахоре. Также, на собственные деньги он построил блок для докторов в Лахорском госпитале.
Фатех Али Хан был президентом Общества Лидеров Пенджаба, Пенджабской Мусульманской Лиги и других организаций.
Из выдающихся деятелей постбританского независимого Пакистана можно выделить бывшего главу ВВС Саеда Бабар Али, генерала Хусейна Мехди, премьер-министра и министра финансов Пакистана и посла во Франции Музаффар Али Кызылбаша и его племянницу Шахтаж Кызылбаш — борца за права женщин в Пакистане.